# Sigma Hydri
Sigma Hydri (25 Hydri) é uma estrela na direção da constelação de Hydrus. Possui uma ascensão reta de 01h 55m 50.25s e uma declinação de −78° 20′ 55.2″. Sua magnitude aparente é igual a 6.15. Considerando sua distância de 135 anos-luz em relação à Terra, sua magnitude absoluta é igual a 3.07. Pertence à classe espectral F5/F6IV/V.